# Cochlearia anglica
Espèce
Cochlearia anglica, le Cranson d'Angleterre, est une espèce de plantes dicotylédones de la famille des Brassicaceae, originaire d'Europe.
C'est une plante bisannuelle aux tiges dressées pouvant atteindre 30 cm de haut.

## Taxinomie

### Synonymes
Selon Plants of the World online (POWO) (30 novembre 2021) :
- Cochlearia batava Dumort.
- Cochlearia longifolia Medik.
- Cochlearia officinalis var. anglica (L.) Kurtz
- Cochlearia ovalifolia Stokes
- Cochlearia wahlenbergii Rupr.

### Variétés
Selon Tropicos (30 novembre 2021) :
- Cochlearia anglica var. integrifolia Hartm.

## Statut de protection
En France, l'espèce est protégée dans le Nord-Pas-de-Calais et en Pays de la Loire.